# 后港镇 (乐平市)
后港镇，是中华人民共和国江西省景德镇市乐平市下辖的一个乡镇级行政单位。

## 行政区划
后港镇下辖以下地区：
程家边社区、唐家畈社区、庙顶下社区、顾家社区、山塘村、大田村、菱田村、磻溪村、湖塘村、徐家畈村、叶兴村、陶兴村、程家村、新高桥村、西冲村、绾口村、官将村、江罗村、义方村和横源林场生活区。